# Jeff Lindsay
Jeff Lindsay é o pseudónimo do dramaturgo e romancista americano Jeffry P. Freundlich (Miami, 14 de julho de 1952), mais conhecido por seus romances sobre o psicopata justiceiro Dexter Morgan. Muitos de seus trabalhos anteriores publicados incluem sua esposa Hilary Hemingway como co-autora. Sua esposa é sobrinha do escritor Ernest Hemingway. Lindsay nasceu em Miami e graduou-se na escola Everglades Ransom em 1970, e na Middlebury College, Vermont, em 1975.

## Carreira
O primeiro livro da série Dexter, Darkly Dreaming Dexter — a princípio se chamaria “Pinocchio Bleeds” ("O Pinóquio Sangra"), sugerido por sua filha, mas seu editor discordou —, foi indicado ao Edgar Award, de Mystery Writers of America na categoria Melhor Romance de Estreia. No entanto, seu nome foi retirado da lista após o grupo saber que Lindsay tinha lançado vários livros na década de 1990 com outro nome, Jeffrey P. Lindsay.
O livro Darkly Dreaming Dexter deu origem a uma série de TV denominada Dexter que entrou no ar em 2006 no canal Showtime. A segunda e terceira temporada, exibidas em 2007 e 2008, respectivamente, têm histórias originais que não seguem as tramas dos livros de Lindsay. Em 21 de outubro de 2008, Showtime renovou a série para mais duas temporadas, cada uma composta de 12 episódios. A produção começou no início de 2009, com a quarta temporada estreando 27 setembro de 2009 e a quinta em 26 de setembro de 2010. Lindsay fez uma participação especial no décimo episódio da terceira temporada da série.

## Obras
- Dream Land: A Novel of the UFO Coverup (1995)
- Time Blender (1997)
- Dreamchild (1998)

### Série Dexter
1. Darkly Dreaming Dexter (2004) (br: Dexter - A Mão Esquerda de Deus)
2. Dearly Devoted Dexter (2005) (br: Querido e Devotado Dexter)
3. Dexter in the Dark (2007) (br: Dexter no Escuro)
4. Dexter by Design (2009) (br: Dexter- Design de um Assassino)
5. Dexter is Delicious (2010) (br: Dexter é Delicioso)
6. Double Dexter (2011) (br: Duplo Dexter)
7. Dexter´s Final Cut (2013) (br: Dexter em Cena)
8. Dexter is Dead (2015) (br: Dexter está morto)

### Série Billy Knight
- Tropical Depression (2015)
- Red Tide (2015)

### Série Riley Wolfe
- Just Watch Me (2019)
- Fool Me Twice (2020)

### Não-ficção
- Hunting with Hemingway: Based on the Stories of Leicester Hemingway (2000)